# Filmografia de Lázaro Ramos
Considerado um dos principais atores de sua geração e um dos principais nomes contemporâneos dentre artistas afro-brasileiros, o ator, produtor e cineasta brasileiro Lázaro Ramos teve sua estreia com ator de teatro em produções do Bando de Teatro Olodum na década de 1990. Em 1995, o ator teve sua estreia no cinema no drama Jenipapo e, três anos mais tarde, foi coadjuvante na comédia musical Cinderela Baiana (1998).
No início da década de 2000, Ramos atuou em produções relevantes como a comédia Woman on Top (2000) e o drama As Três Marias (2002). Neste mesmo período, o ator teve sua estreia na televisão com a minissérie Pastores da Noite (2002) e pequenas participações em seriados como Sexo Frágil e Cena Aberta. Em seguida, Ramos alcançou notoriedade nacional ao protagonizar o drama biográfico Madame Satã no papel do personagem-título e co-estrelar o drama de ação Carandiru, este último indicado a diversos prêmios de cinema. Nos anos seguintes, o ator estrelou os filmes O Homem Que Copiava (2003), Meu Tio Matou um Cara (2004) e Cafundó (2005) enquanto estrelou o especial Levando a Vida e a série Carandiru, Outras Histórias. Em 2006, Ramos estrelou a telenovela Cobras & Lagartos, alcançando grande sucesso de crítica no papel de Foguinho, e a telenovela Duas Caras (2007) como um dos personagens principais da trama. No mesmo ano, o ator se destacou ao protagonizar a comédia dramática Ó Paí, Ó e, em seguida, a comédia Saneamento Básico, o Filme (2008).
A partir da década de 2010, Ramos protagonizou as telenovelas Lado a Lado (2012) e Elas por Elas (2023), além estrelar as séries televisivas Mister Brau (2015-2018) e Diário de Um Confinado (2020). Paralelamente no cinema, o ator estrelou o drama O Vendedor de Passados (2015), o suspense O Beijo no Asfalto (2018), a comédia familiar Correndo Atrás (2019), o suspense dramático M8 - Quando a Morte Socorre a Vida (2020) e o suspense policial O Silêncio da Chuva (2021).

## Filmografia

### Cinema
| Ano  | Título                                    | Papel | Papel   | Papel    | Papel                                   | Ref.              |
| Ano  | Título                                    | Ator  | Diretor | Produtor | Papel                                   | Ref.              |
| ---- | ----------------------------------------- | ----- | ------- | -------- | --------------------------------------- | ----------------- |
| 1998 | Cinderela Baiana                          | Sim   |         |          | Chico                                   |                   |
| 2000 | Woman on Top                              | Sim   |         |          | Max                                     |                   |
| 2002 | As três Marias                            | Sim   |         |          | Catrevagem                              |                   |
| 2002 | Madame Satã                               | Sim   |         |          | João Francisco dos Santos / Madame Satã |                   |
| 2003 | Carandiru                                 | Sim   |         |          | Ezequiel                                |                   |
| 2003 | O Homem do Ano                            | Sim   |         |          | Marcão                                  |                   |
| 2003 | O Homem que Copiava                       | Sim   |         |          | André                                   |                   |
| 2004 | Meu Tio Matou um Cara                     | Sim   |         |          | Éder Fragoso                            |                   |
| 2004 | Nina                                      | Sim   |         |          | Pintor                                  |                   |
| 2004 | TheLastNote.com                           | Sim   |         |          | Lázaro                                  |                   |
| 2005 | A Máquina                                 | Sim   |         |          | Doido Cético                            |                   |
| 2005 | Cafundó                                   | Sim   |         |          | João de Camargo                         |                   |
| 2005 | Cidade Baixa                              | Sim   |         |          | Deco                                    |                   |
| 2005 | Desejo                                    | Sim   |         |          | Edmilson                                |                   |
| 2005 | Quanto Vale ou É por Quilo?               | Sim   |         |          | Sequestrador                            |                   |
| 2006 | O Cobrador                                | Sim   |         |          | C                                       |                   |
| 2006 | Zózimo Bulbul                             |       | Sim     |          |                                         |                   |
| 2007 | Ópera do Mallandro                        | Sim   |         |          | Malandro 1                              |                   |
| 2007 | Ó Paí, Ó                                  | Sim   |         |          | Roque                                   |                   |
| 2007 | Saneamento Básico, o Filme                | Sim   |         |          | Zico                                    |                   |
| 2011 | Amanhã Nunca Mais                         | Sim   |         |          | Dr. Walter                              |                   |
| 2011 | Priscilla Drag, Eu sou Rica!              | Sim   |         |          | Lázaro Ramos                            |                   |
| 2012 | Marighella                                | Sim   |         |          | Narrador (voz)                          | [ 1 ]             |
| 2012 | O Grande Kilapy                           | Sim   |         |          | João Fraga                              | [ 2 ] [ 3 ]       |
| 2014 | As Aventuras do Avião Vermelho            | Sim   |         |          | Chocolate (voz)                         | [ 4 ]             |
| 2015 | O Vendedor de Passados                    | Sim   |         |          | Vicente                                 | [ 5 ] [ 6 ] [ 7 ] |
| 2015 | Sorria, Você Esta Sendo Filmado - O Filme | Sim   |         |          | Geneton                                 |                   |
| 2015 | Tudo que Aprendemos Juntos                | Sim   |         |          | Laerte dos Santos                       |                   |
| 2016 | Mundo Cão                                 | Sim   |         |          | Nenê                                    |                   |
| 2018 | O Beijo no Asfalto                        | Sim   |         |          | Arandir                                 |                   |
| 2018 | Mussum, um Filme do Cacetis               | Sim   |         |          | Narrador                                |                   |
| 2018 | O Grinch                                  | Sim   |         |          | Grinch (voz)                            |                   |
| 2018 | Bando, um Filme De                        |       | Sim     |          |                                         |                   |
| 2019 | Spies in Disguise                         | Sim   |         |          | Lance Sterling (voz)                    | [ 8 ]             |
| 2019 | Correndo Atrás                            | Sim   |         |          | Jerry                                   |                   |
| 2020 | M8 - Quando a Morte Socorre a Vida        | Sim   |         |          | Motorista                               |                   |
| 2020 | D. P. A. 3 - Uma Aventura no Fim do Mundo | Sim   |         |          | Mago Elergun                            |                   |
| 2021 | O Silêncio da Chuva                       | Sim   |         |          | Inspetor Espinosa                       | [ 9 ]             |
| 2022 | As Verdades                               | Sim   |         |          | Josué                                   |                   |
| 2022 | Medida Provisória                         |       | Sim     |          |                                         |                   |